# Giro della Provincia di Reggio Calabria 2008
Il Giro della Provincia di Reggio Calabria 2008, sessantunesima edizione della corsa, valevole come prova dell'UCI Europe Tour 2008 categoria 2.1, si è svolta in tre tappe dall'11 al 13 febbraio 2008 per un percorso totale di 541 km con partenza e arrivo a Reggio Calabria. È stata vinta dall'italiano Daniele Pietropolli, della LPR Brakes-Ballan, che ha concluso in 14h41'06", alla media di 36,84 km/h.
Partenza con 129 ciclisti, dei quali 95 portarono a termine il giro.

## Tappe
| Tappa  | Data        | Percorso                               | km  | Vincitore di tappa  | Leader cl. generale |
| ------ | ----------- | -------------------------------------- | --- | ------------------- | ------------------- |
| 1ª     | 11 febbraio | Reggio Calabria > Gioia Tauro          | 183 | Gabriele Balducci   | Gabriele Balducci   |
| 2ª     | 12 febbraio | Piana di Sibari > Chiaravalle Centrale | 190 | Steve Cummings      | Steve Cummings      |
| 3ª     | 13 febbraio | Chiaravalle Centrale > Reggio Calabria | 168 | Daniele Pietropolli | Daniele Pietropolli |
| Totale | Totale      | Totale                                 | 541 |                     |                     |

## Dettagli delle tappe

### 1ª tappa
- 11 febbraio: Reggio Calabria > Gioia Tauro - 183 km

Risultati
| Pos. | Corridore           | Squadra      | Tempo    |
| ---- | ------------------- | ------------ | -------- |
| 1    | Gabriele Balducci   | Acqua & Sap. | 4h42'33" |
| 2    | Maximiliano Richeze | CSF Group    | s.t.     |
| 3    | Jurij Metlušenko    | Amore & Vita | s.t.     |

| Pos. | Corridore           | Squadra      | Tempo    |
| ---- | ------------------- | ------------ | -------- |
| 1    | Gabriele Balducci   | Acqua & Sap. | 4h42'23" |
| 2    | Maximiliano Richeze | CSF Group    | a 4"     |
| 3    | Jurij Metlušenko    | Amore & Vita | a 6"     |

### 2ª tappa
- 12 febbraio: Piana di Sibari > Chiaravalle Centrale - 190 km

Risultati
| Pos. | Corridore           | Squadra      | Tempo    |
| ---- | ------------------- | ------------ | -------- |
| 1    | Steve Cummings      | Barloworld   | 5h32'45" |
| 2    | Daniele Pietropolli | LPR Brakes   | s.t.     |
| 3    | Francesco Failli    | Acqua & Sap. | s.t.     |

| Pos. | Corridore           | Squadra      | Tempo     |
| ---- | ------------------- | ------------ | --------- |
| 1    | Steve Cummings      | Barloworld   | 10h15'08" |
| 2    | Daniele Pietropolli | LPR Brakes   | a 4"      |
| 3    | Francesco Failli    | Acqua & Sap. | a 6"      |

### 3ª tappa
- 13 febbraio: Chiaravalle Centrale > Reggio Calabria – 168 km

Risultati
| Pos. | Corridore           | Squadra    | Tempo    |
| ---- | ------------------- | ---------- | -------- |
| 1    | Daniele Pietropolli | LPR Brakes | 4h26'04" |
| 2    | Baden Cooke         | Barloworld | s.t.     |
| 3    | Maximiliano Richeze | CSF Group  | s.t.     |

## Classifiche finali

### Classifica generale
| Pos. | Corridore            | Squadra       | Tempo     |
| ---- | -------------------- | ------------- | --------- |
| 1    | Daniele Pietropolli  | LPR Brakes    | 14h41'06" |
| 2    | Steve Cummings       | Barloworld    | a 6"      |
| 3    | Francesco Failli     | Acqua & Sap.  | a 12"     |
| 4    | Søren Nissen         | Amore & Vita  | a 16"     |
| 5    | Francesco Reda       | NGC Medical   | s.t.      |
| 6    | Massimiliano Gentili | Acqua & Sap.  | s.t.      |
| 7    | Eddy Ratti           | Nippo-Endeka  | s.t.      |
| 8    | Emanuele Sella       | CSF Group     | a 27"     |
| 9    | Niklas Axelsson      | Diquigiovanni | s.t.      |
| 10   | Antonio D'Aniello    | Cer. Flaminia | a 33"     |

### Classifica a punti
| Pos. | Corridore             | Squadra       | Tempo |
| ---- | --------------------- | ------------- | ----- |
| 1    | Roberto Cobo González | Diquigiovanni | 24    |
| 2    | Jurij Metlušenko      | Amore & Vita  | 14    |
| 3    | Federico Canuti       | CSF Group     | 10    |
| 4    | Giuseppe Palumbo      | Acqua & Sap.  | 10    |
| 5    | Mauro Finetto         | CSF Group     | 6     |

### Classifica scalatori
| Pos. | Corridore             | Squadra       | Tempo |
| ---- | --------------------- | ------------- | ----- |
| 1    | Dainius Kairelis      | Cer. Flaminia | 18    |
| 2    | Giuseppe Palumbo      | Acqua & Sap.  | 10    |
| 3    | Niklas Axelsson       | Diquigiovanni | 8     |
| 4    | Massimiliano Gentili  | Acqua & Sap.  | 7     |
| 5    | Roberto Cobo González | Diquigiovanni | 6     |

### Classifica giovani
| Pos. | Corridore        | Squadra   | Tempo    |
| ---- | ---------------- | --------- | -------- |
| 1    | Mauro Finetto    | CSF Group | 14h42'06 |
| 2    | Marco Frapporti  | CSF Group | a 1'59"  |
| 3    | Andrea Pagoto    | CSF Group | a 4'06"  |
| 4    | Christoph Sokoll | Volksbank | a 9'26"  |
| 5    | Tobias Eggli     | Hadimec   | s.t.     |